# USS Bunker Hill (CV-17)
USS Bunker Hill (CV-17) bio je američki nosač zrakoplova u sastavu Američke ratne mornarice i jedan od 24 nosača klase Essex izgrađenih tijekom Drugog svjetskog rata. Bio je drugi brod u službi Američke ratne mornarice koji nosi ime Bunker Hill. Služio je od 1943. do 1947. godine. Sudjelovao je u borbama u Drugom svjetskom ratu i u njima je u svibnju 1945. teško oštećen u japanskom napadu kamikaza izgubivši stotine članova posade. Najoštećeniji je nosač koji je preživio Drugo svjetski rat. Franklin (oštećen u japanskom zračnom napadu) i Bunker Hill su jedina dva nosača klase Essex koja nisu bila u aktivnoj službi nakon Drugog svjetkog rata. Bunker Hill je odlikovan s 11 borbenih zvijezda (eng. battle stars – odlikovanje za sudjelovanje u bitkama) za sudjelovanje u bitkama u Drugom svjetskom ratu.
Povučen je iz službe 1947., nakon čega je sudjelovao kao testna platforma za elektroniku. Godine 1973. je prodan kao staro željezo.

### Zajednički poslužitelj
|  | Zajednički poslužitelj ima stranicu o temi USS Bunker Hill (CV-17)    |
|  | Zajednički poslužitelj ima još gradiva o temi USS Bunker Hill (CV-17) |